# Die 11. Katze
Die 11. Katze ist ein Manhwa der koreanischen Zeichnerin Kim Mi-kyung. In diesem schildert die Manhwaga die Abenteuer der Zauberschülerin Rika, eines tollpatschigen Mädchens, das in unglaubliche Abenteuer verwickelt wird. Die 11. Katze ist ein Sunjeong-Manhwa im Fantasy-Stil, der sich hauptsächlich an jüngere Mädchen richtet.

## Handlung
Rika ist eine Zauberschülerin, die allerdings nicht zu den Besten ihres Jahrgangs zählt. Dennoch träumt sie davon, eine königliche Zauberin werden zu können. Da sie einen Zauberstab braucht, geht sie mit ihrem Jugendfreund Yujen, der ebenfalls in der Zauberschule ist, zu einem 500-jährigen Zaubermeister in den Wald. Dieser sieht jedoch wie ein junges Mädchen aus und verlangt von den Zauberschülern, eine Aufgabe zu lösen. Sie sollen einen Beutel finden, den der Zaubermeister im Wald verloren hat. Im Wald treffen die beiden Zauberschüler, die sich dauernd streiten, noch auf andere Leute, die den Beutel suchen. Da ist zum einen Kirik, Klassenbester der Zauberschule, der ebenfalls einen Zauberstab braucht; sowie der Großmeister des schwarzen Eisens, dem der Beutel einst gehörte und der ihn wiederhaben möchte.
Tatsächlich findet Rika den Beutel. Als sie ihn schließlich öffnet, ist eine schwarze Perle darin, aus der ein katzenähnlicher Schutzgeist namens Nomi schlüpft, der Rika als seine neue Herrin anerkennt. Zusammen mit dem ewig hungrigen Nomi macht sich Rika an ihre erste Aufgabe. Der Schwarzmagier des dunklen Berges hat die Prinzessin entführt, und Rika will sie befreien. Dabei muss sie jedoch erkennen, das nicht immer alles so ist, wie es scheint. Denn in Wirklichkeit sind die Prinzessin und der Schwarzmagier ineinander verliebt. Und er entführte sie nur, um sie vor der arrangierten Hochzeit mit einem alten Tattergreis zu retten.
Viel größere Gefahr droht Rika jedoch von dem scheinbar freundlichen Großmeister des schwarzen Eisens. Denn dieser ist hinter einem Erbe her, das einst Rikas Vater gehörte, und das dieser ihr vermacht hat. Rika, die jedoch ihren Vater nicht kennt, weiß davon nichts. Umso erstaunter ist sie schließlich, als sie in einem magischen Buch ihres Vaters landet, wo sich das Erbe befinden soll.

## Veröffentlichung
Der Manhwa erschien von 2002 bis 2004 im Magazin Bijou bei Sigongsa in Korea und umfasst vier reguläre Bände sowie einen Sonderband. Von den im Sonderband enthaltenen Geschichten hat aber nur eine etwas mit der ursprünglichen Geschichte zu tun.
Die Reihe erschien auf Englisch bei ICE Kunion und Yen Press. In Deutschland erschien der Manhwa von 2005 bis 2006 bei Tokyopop.